# Ашрафян Клара Зармайрівна
Клара Зармайрівна Ашрафян (15 вересня 1924, Єреван — 7 серпня 1999, Москва) — радянський і російський вчений-індолог, доктор історичних наук (1966).

## Біографія
Дочка Зармайра Андрійовича Ашрафяна — вірменського і українського партійного і державного діяча, репресованого у 1936 р. разом з дружиною. Після арешту батьків жила у родичів в Москві.
Закінчила історичний факультет МДУ (1947) та аспірантуру (1950).
У 1950—1955 рр. редактор бюлетеня іноземної літератури в ФБОН АН СРСР.
З 1955 року співробітник Інституту сходознавства АН СРСР (РАН), з 1984 р. завідувала Сектором історії народів Сходу.

## Основні роботи
- «Делийский султанат. К истории экономического строя и общественных отношений (XIII—XIV века)» (1960),
- «Аграрный строй Северной Индии. XIII — середина XVIII в.» (1965),
- «Феодализм в Индии: особенности и этапы развития» (1977),
- «Средневековый город Индии. XIII — середина XVIII в.» (1983),
- «Дели: история и культура» (1987).
- История народов Восточной и Центральной Азии с древнейших времен до наших дней. М.: Наука, Глав. ред. восточной лит-ры, 1986—583 с.